# انتفاضة بولندا الكبرى

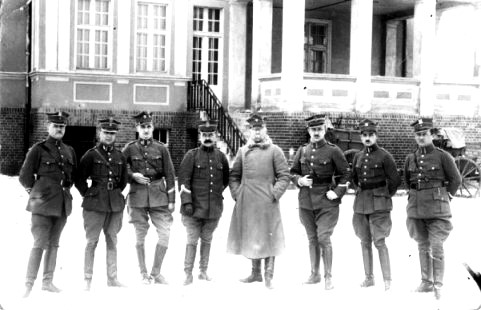
Soldiers of the Greater Polish Army

انتفاضة بولندا الكبرى (بالبولندية: Powstanie wielkopolskie؛ بالألمانية: Großpolnischer Aufstand) بعامي 1918–1919، أو الحرب البوزنانية تمرد عسكري من للبولنديين في منطقة بولندا الكبرى (وتسمى أيضا دوقية بوزنانيا الكبرى أو مقاطعة بوزنانيا) ضد ألمانيا. وكان للانتفاضة تأثير كبير على معاهدة فرساي، التي أعادت إلى بولندا المنطقة التي فاز بها الثوار البولنديون زائد بعض الأراضي الإضافية، على حساب الأراضي الألمانية.